# 狩野時信
狩野 時信（かのう ときのぶ、寛永19年6月13日（1642年7月9日） - 延宝6年10月6日（1678年11月19日））は、江戸時代の画家で狩野派（江戸狩野）の絵師。通称は源四郎・四郎次郎・左京。父は狩野安信、母は狩野長信の娘。弟に親信、姉妹に狩野益信室、狩野常信室。子に主信、娘（狩野探雪室）。中橋狩野家の継承者だったが、父に先立って早世したため家督は継げなかった。

## 生涯
父や伯父の狩野探幽と親交があった鳳林承章の日記『隔蓂記』の明暦2年（1656年）3月9日条では、父に連れられ後水尾法皇の御前で揮毫（席画）をする名誉を得たことが書かれている。これは狩野一族がやっている習慣で、前年の明暦元年（1655年）10月19日に伯父探幽も息子千千代（後の狩野探信、時信の従弟）の描いた絵を鳳林に見せた後、法皇の叡覧に供すべく仲介を鳳林に願ったことが隔蓂記に書かれていた他、3年前の承応2年（1653年）8月25日にも探幽・安信の義兄とされる狩野信政が息子萬介（後の狩野寿石）を鳳林に披露したことが書かれている。単なる親バカとも取れるこの話は権力者達への子のお披露目を通して、彼等との結びつきを強める狩野派の戦略がうかがえる。
寛文2年（1662年）以降の作品と推測されるチェスター・ビーティ・ライブラリー蔵『三十六歌仙画帖』は父との合作であり32図を制作（父の款記（署名）に寛文2年に叙された法眼の僧位が記されている）、寛文4年から5年（1664年 - 1665年）制作と推測される松井文庫蔵『百人一首画帖』も父や一族との合作で、表裏1冊の画帖の表側と父と一緒に担当、25図を描いた（裏は義兄弟の狩野益信・狩野常信が担当）。この2作は細密・濃彩による江戸狩野の大和絵で表し、先に狩野派が制作した同名の作品の図様を採用しつつも、それに依拠しない安信・時信独自の新機軸も示されている。他の事績として、万治2年（1659年）に明暦の大火から再建された江戸城の障壁画作成や寛文2年の内裏障壁画制作に加わったこと、寛文4年に出雲大社へ父と共に複数の作品を寄進したことが確認されている。
寛文13年（1673年）制作とされる『牛馬図』のうち馬図は父の様式（安信様式、単調な線質による力強い表現）を踏襲、継承したことを示している。しかし延宝6年（1678年）、父に先立って亡くなったため、息子の主信が父の後継者として中橋狩野家を継いだ。早世のため時信の作は少ないが、彼が踏襲した安信様式は以後断続的ながら子孫に受け継がれていった。

## 代表作
| 作品名         | 技法         | 形状・員数         | 寸法（縦x横cm） | 所有者                             | 年代                                                                         | 落款           | 印章           | 文化財指定 | 備考 |
| -------------- | ------------ | ------------------ | --------------- | ---------------------------------- | ---------------------------------------------------------------------------- | -------------- | -------------- | ---------- | ---- |
| 三十六歌仙画帖 | 絹本着色     | 1帖36図のうち32図  | 各25.1x21.5     | チェスター・ビーティ・ライブラリー | 寛文2年（1662年）以降。父の款記（署名）に記された寛文2年叙位の法眼から推定。 | 署名「時信筆」 | 「時」朱文方印 |            |      |
| 百人一首画帖   | 紙本着色     | 1帖100図のうち25図 | 各25.0x21.0     | 松井文庫                           | 17世紀後半                                                                   |                |                |            |      |
| 牛馬図         | 絹本墨画著色 | 双幅               |                 | 個人                               | 寛文13年（1673年）頃                                                         | 署名「時信筆」 | 「時」朱文方印 |            |      |

## 子女
妻については詳細不明だが（法名は修繕院）、子供は1男1女が確認されている。
- 狩野主信（1675年 - 1724年） - 中橋狩野家当主
- 娘（生没年不詳） - 狩野探雪室